# San Francisco Zoo
Koordinaten: 37° 43′ 59″ N, 122° 30′ 11″ W
Der San Francisco Zoo (vorher Fleishhacker Zoo) ist ein Zoo im Südwesten San Franciscos in Kalifornien. Hier werden mehr als 2000 Tiere aus ungefähr 250 Arten gehalten.

## Geschichte des Zoos

### Vorläufer
1866 gründete einer der reichsten Bürger San Franciscos, Robert B. Woodward, den Vergnügungspark mit Menagerie, Woodward’s Gardens, im Mission District. Hier wurden unter anderem Seelöwen, Grizzlybären, Schwarzschwäne, Hirsche und verschiedene Vögel in einer Voliere gezeigt. Nach einer Baureform in San Francisco wurde Woodward’s Gardens geschlossen.

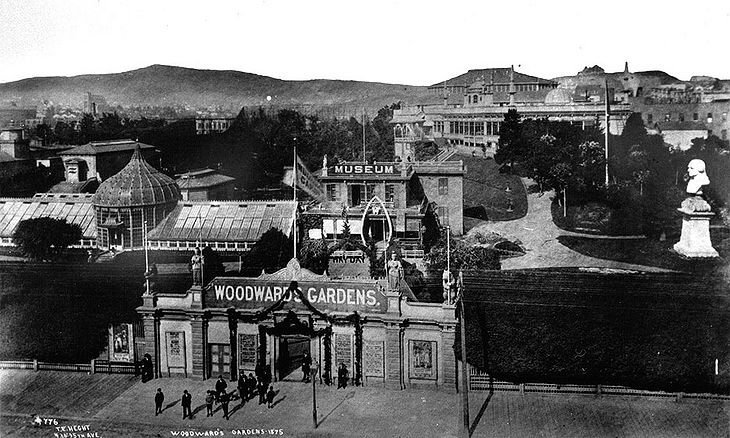
Eingang von Woodward’s Gardens (1875)

Anfang des 20. Jahrhunderts wurden im Golden Gate Park verschiedene Tiere gehalten, z. B. Emus, Biber, Kängurus, Elche und Bisons. Auch ein Grizzlybär, der in Kalifornien eingefangen und in Woodward’s Garden zu sehen war, wurde nach Schließung des Vergnügungsparks im Golden Gate Park gezeigt. Herbert Fleishhacker hatte die Idee, die Tierhaltung im Golden Gate Park um weitere Arten wie Großkatzen, Menschenaffen und Elefanten zu erweitern. Gegen diesen Vorschlag sprach sich John McLaren, der Leiter des Golden Gate Parks, aus, weil hierfür umfassende Baumaßnahmen notwendig gewesen wären und der Park möglichst naturnah bleiben sollte.

### Anfänge (1922–1929)

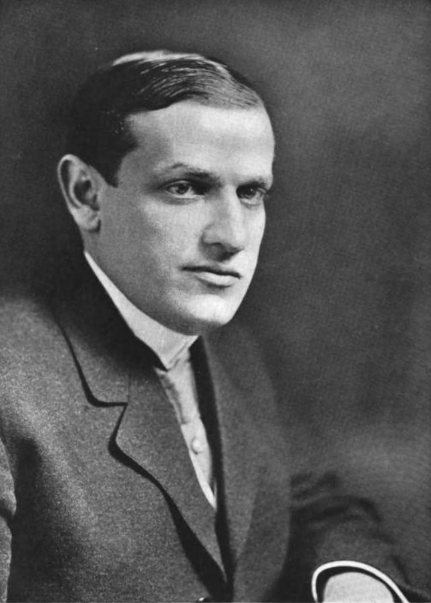
Herbert Fleishhacker (1915)

Im Jahr 1922 erwarb Fleishhacker ein 30 Acre großes Gelände im Südwesten San Franciscos in der Nähe des Pazifischen Ozeans. Dort ließ er bis 1925 das zu dieser Zeit größte Schwimmbad der USA bauen; es handelte sich um ein Freibad, dessen Hauptattraktion ein 50 × 300 m großes Schwimmbecken war, das mit aufgeheiztem Seewasser (Salzwasser) gefüllt war. Auf dem Gelände waren Wiesen für Picknicks und Erholung und es wurde zudem ein Karussell erbaut. Der Zoo sollte eine Ergänzung zu diesem Erholungsgebiet sein. Die ersten Tiere wurden aus dem Golden Gate Park hierhin überführt. Eine frühe Inventarliste führte unter anderem zwei Zebras, einen Kaffernbüffel, fünf Rhesusaffen und zwei Klammeraffen auf. Außerdem besorgte Fleishhacker die ersten drei Elefanten.
Der Zoo wurde 1929 unter dem Namen Fleishhacker Zoo eröffnet. Der erste Direktor war der Tierfänger und Jäger George Bistany. Er ließ unter anderem Tiger, Löwen und Leoparden in den Zoo bringen. Aufgrund seiner Kenntnisse über das Leben vieler Tiere in der Wildnis war seine Expertise beim Bau von Gehegen maßgebend. Auch sorgte er für eine Ausbildung der Tierpfleger, die oftmals nur Erfahrungen in der Pflege von Pflanzenfressern hatten, und legte Hygienestandards fest.

### Ausbau und Umbenennung (1930–1941)
In den 1930er Jahren wurden viele Gehege und Tierhäuser unter Leitung des zweiten Direktors Edmund Heller gebaut. Hierfür wurde der Architekt Lewis Hobart engagiert. Zu diesen Gehegen gehörten die Affeninsel, das Löwenhaus, das Elefantenhaus, das Seelöwenbecken, eine Voliere und die Bärengrotte. Die Gehege zeichnete aus, dass sie für diese Zeit geräumig waren und wegen Wassergräben ohne Gitterstangen auskamen; sie gehörten zu den ersten dieser Art in den USA.
Herbert Fleishhacker schlug 1941 vor, den nach ihm benannten Zoo umzubenennen, um dem Zoo eine regionale Identität zu geben. So wurde der Zoo in San Francisco Zoo & Garden umbenannt.

### Gründung des Fördervereins und Weiterentwicklung des Zoos (1942–1992)
1954 wurde die „San Francisco Zoological Society“ (Gesellschaft des San Francisco Zoos), der Förderverein des Zoos, gegründet, die innerhalb von zehn Jahren auf eine Mitgliederanzahl von 1300 Mitgliedern anwuchs. Sie unterstützte die Verwaltung des Zoos bei der Anschaffung neuer Tierarten und bei der Finanzierung von Gestaltungsprozessen. Unter ihrer Schirmherrschaft wurden verschiedene Projekte verwirklicht, beispielsweise ein Gehege für verschiedene afrikanische Steppentiere im Jahr 1967, Gehege für Pandas (1984), Koalas und Menschenaffen (1985). Zudem wurde der Kinderzoo 1964 renoviert, 1975 eine Tierklinik und 1978 ein Zentrum für die Erhaltung von Vögeln gebaut.
Zwischen 1958 und 1968 spendete der Philanthrop Carroll Soo-Hoo dem Zoo 40 Tiere, darunter Westliche Flachlandgorillas, Orang-Utans, Schimpansen, Sibirische Tiger, Jaguare, Flusspferde und Tüpfelhyänen.

### Modernisierung (ab 1993)

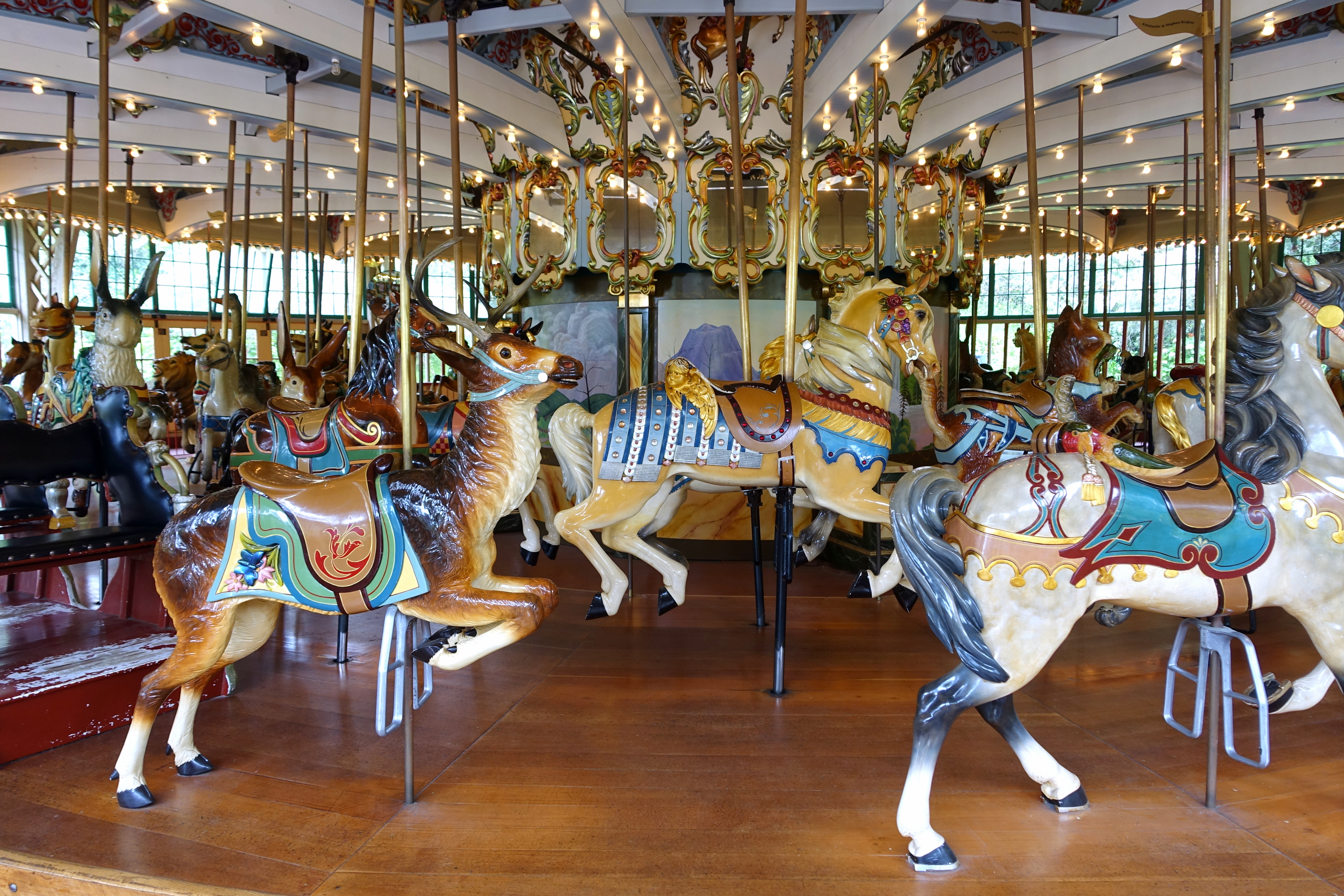
Karussell im Zoo

Im Jahr 1993 übernahm die San Francisco Zoological Society das Management und den Betrieb des Zoos als Pächter von der Stadt San Francisco. Infolgedessen wurde der Zoo kontinuierlich modernisiert. Das erste unter neuer Leitung gebaute Gehege war der Otter River, ein Gehege für Nordamerikanische Fischotter. Von 1994 bis 2019 wurden 57 verschiedene Projekte umgesetzt, wobei Anlagen renoviert oder neu erbaut wurden, aber auch weitere Bereiche wie beispielsweise das Karussell, Gartenanlagen und gastronomische Einrichtungen restauriert, gestaltet oder errichtet wurden.
Wegen der Covid-19-Pandemie war der San Francisco Zoo vom 17. März 2020 bis zum 15. Juli 2020 geschlossen.

## Projekte

### Lokale Arterhaltung
Der Zoo unterstützt gemeinsam mit anderen Zoos und Universitäten Arterhaltungsprojekte von Tieren, die in Kalifornien leben, wie der Pazifischen Sumpfschildkröte, einer Kleinlibellen-Art, die nur im Stadtgebiet San Franciscos vorkommt, und verschiedenen Froscharten. Im Zoo finden Nachzuchten statt, die ausgewildert werden. So wurden über 1000 Frösche der Art Rana draytonii im Yosemite-Nationalpark ausgewildert. Der Zoo nimmt an Forschungsprojekten hinsichtlich des Artenschutzes teil. In diesem Zusammenhang arbeitet er an der Wiederherstellung natürlicher Habitate wie Mori Point und Lake Merced mit.

### Internationale Arterhaltung
Viele Natur- und Artenschutzprojekte werden durch den Zoo unterstützt, die weltweit und vor Ort agieren. In den Projekten geht es unter anderem um den Schutz der Bergkatze in den Anden, von Gorillas in Afrika, Eisbären in der Arktis und Schneeleoparden in Asien.

### Enrichment

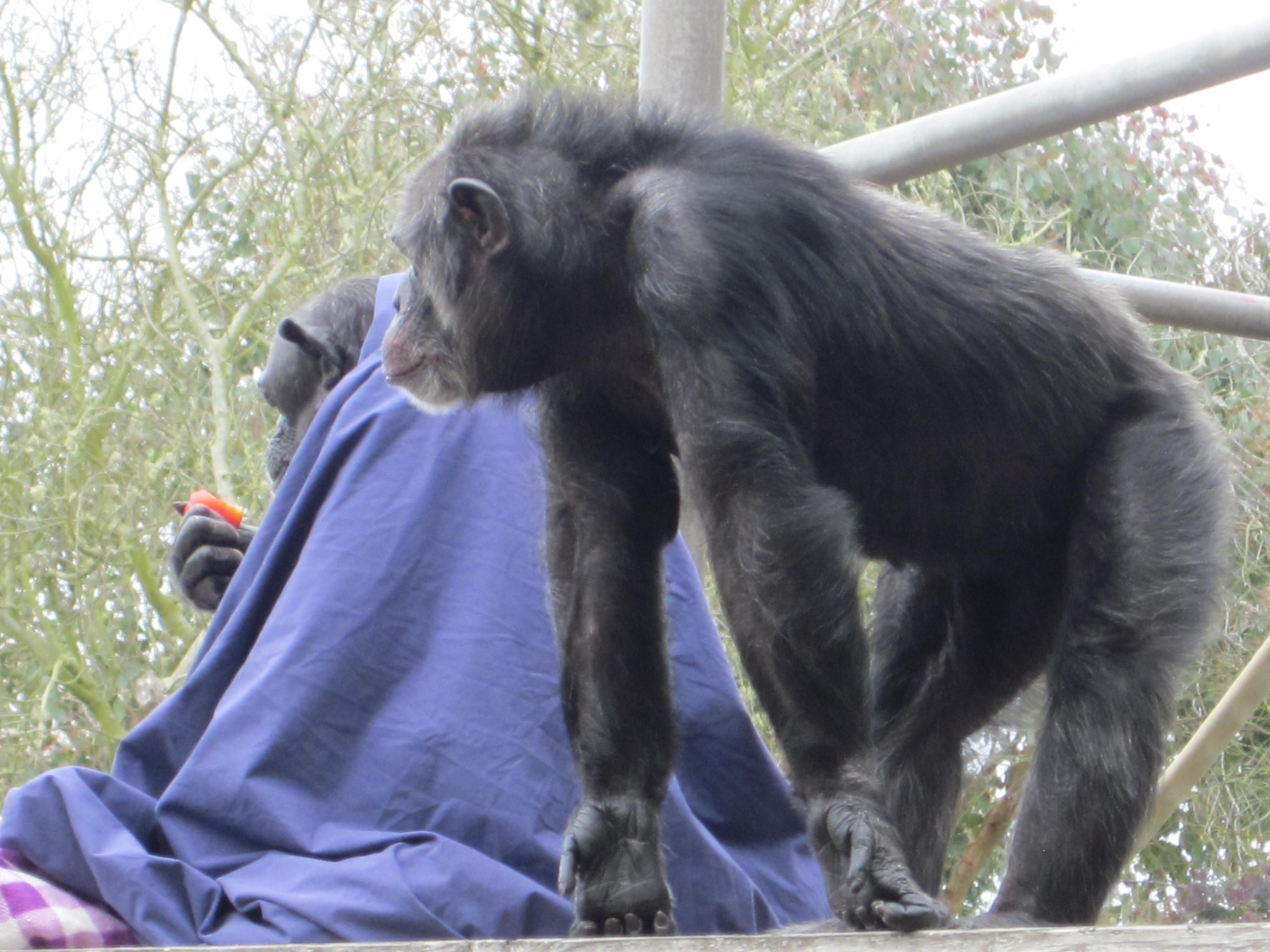
Schimpansen mit Decke im San Francisco Zoo

Der Zoo setzt stark auf Enrichment. So wird versucht, das Futter zu variieren und auf verschiedene Arten zu präsentieren. So sollen Tiere durch verstecktes Futter für die Nahrungssuche und Problemlösestrategien trainiert werden. Das Enrichment wird auch durch vielseitige Einrichtung der Anlagen und Platzierung verschiedener Gegenstände erhöht. Durch Aromen, Geräusche und verschiedene Untergründe sollen verschiedene Sinne angesprochen werden. Auch das Targettraining dient zur Tierbeschäftigung und soll beispielsweise bei medizinischen Untersuchungen den Stress des Tiers und den Aufwand der Untersuchung verringern. Der Zoo hat einen Enrichment-Katalog, in dem verschiedene Möglichkeiten für verschiedene Arten gelistet werden.

### Nachhaltigkeit
Im Zoo befindet sich Greenie’s Conservation Corner. In diesem Garten wird demonstriert, wie mit Ressourcen, z. B. Wasser, Energie und Rohstoffe, nachhaltig umgegangen werden kann. Es werden Futterpflanzen angebaut und Honigbienen gehalten. Zudem gibt es einen Gartenbrunnen mit durch Solarstrom angetriebenem Wasserlauf, Windräder zur Stromgewinnung und Regenwassergewinnung.
75 % der festen Abfälle werden im Zoo durch Kompostierung und durch Auffüllstationen für Wasserflaschen reduziert. Zudem arbeitet der Zoo eng mit der San Francisco Public Utilities Commission an Projekten, die den Wasser- und Energieverbrauch des Zoo verringern sollen.

## Tierbestand

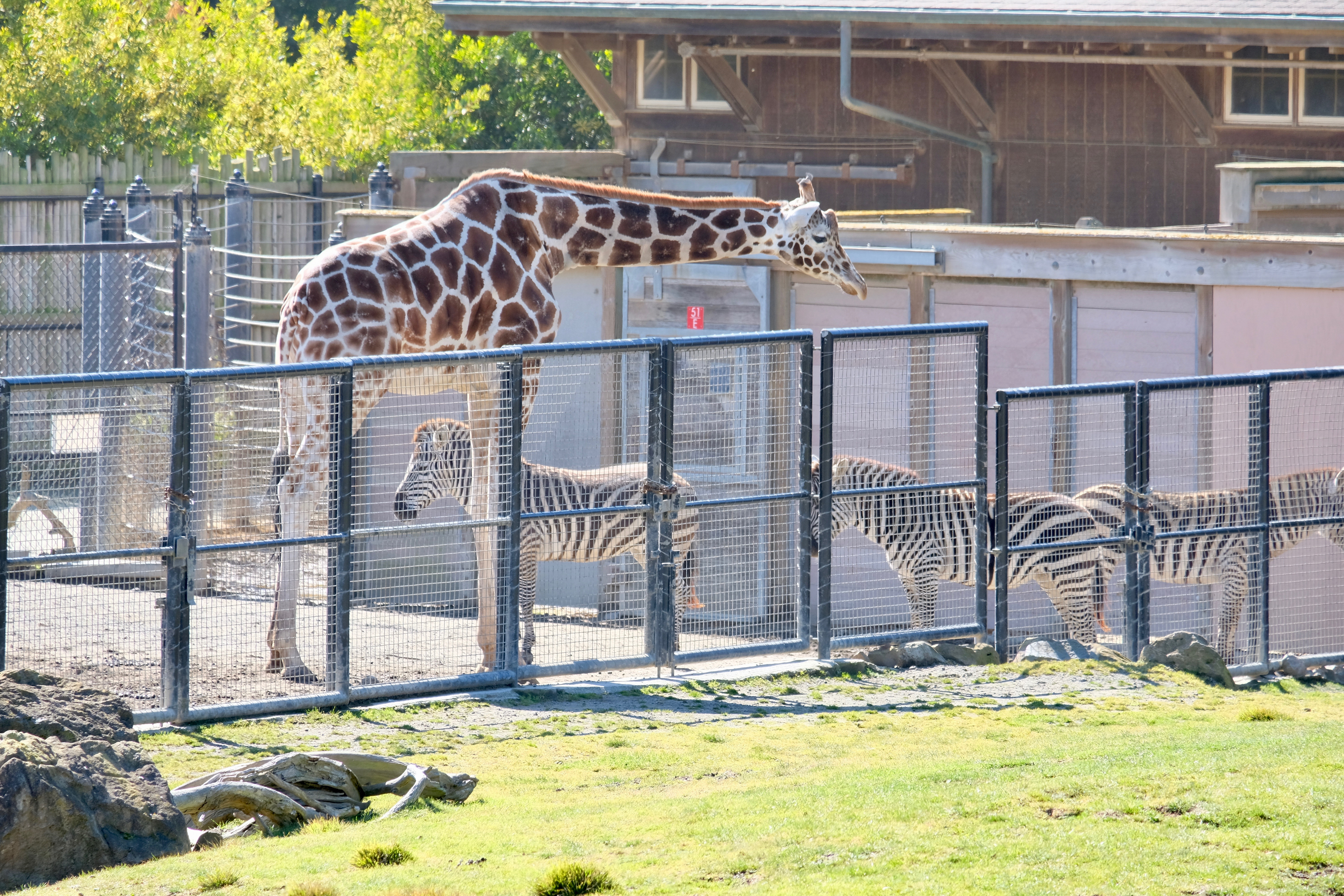
Vergesellschaftung im San Francisco Zoo

Der San Francisco Zoo hält ca. 2000 Tiere aus 250 Arten. Es gibt Tiere jedes Kontinents. Viele Arten sind gemäß der Roten Liste gefährdet, beispielsweise Waldrapp, Fischkatze, Bongo und Kalifornische Gopherschildkröte.
Die Tiere des Zoos werden in Revieren zusammengefasst. So werden auf der Leanne B. Roberts African Savanna Giraffen, Grant-Zebras, Große Kudus, Afrikanische Strauße und Kronenkraniche vergesellschaftet. Neben Vergesellschaftungen finden sich größtenteils Gehege, in denen jeweils nur eine Art gehalten wird. Innerhalb eines Reviers findet man meist Individuen aus derselben Region, z. B. Rote Riesenkängurus, Emus und Koalas im Australian WalkAbout.

## Vorfälle

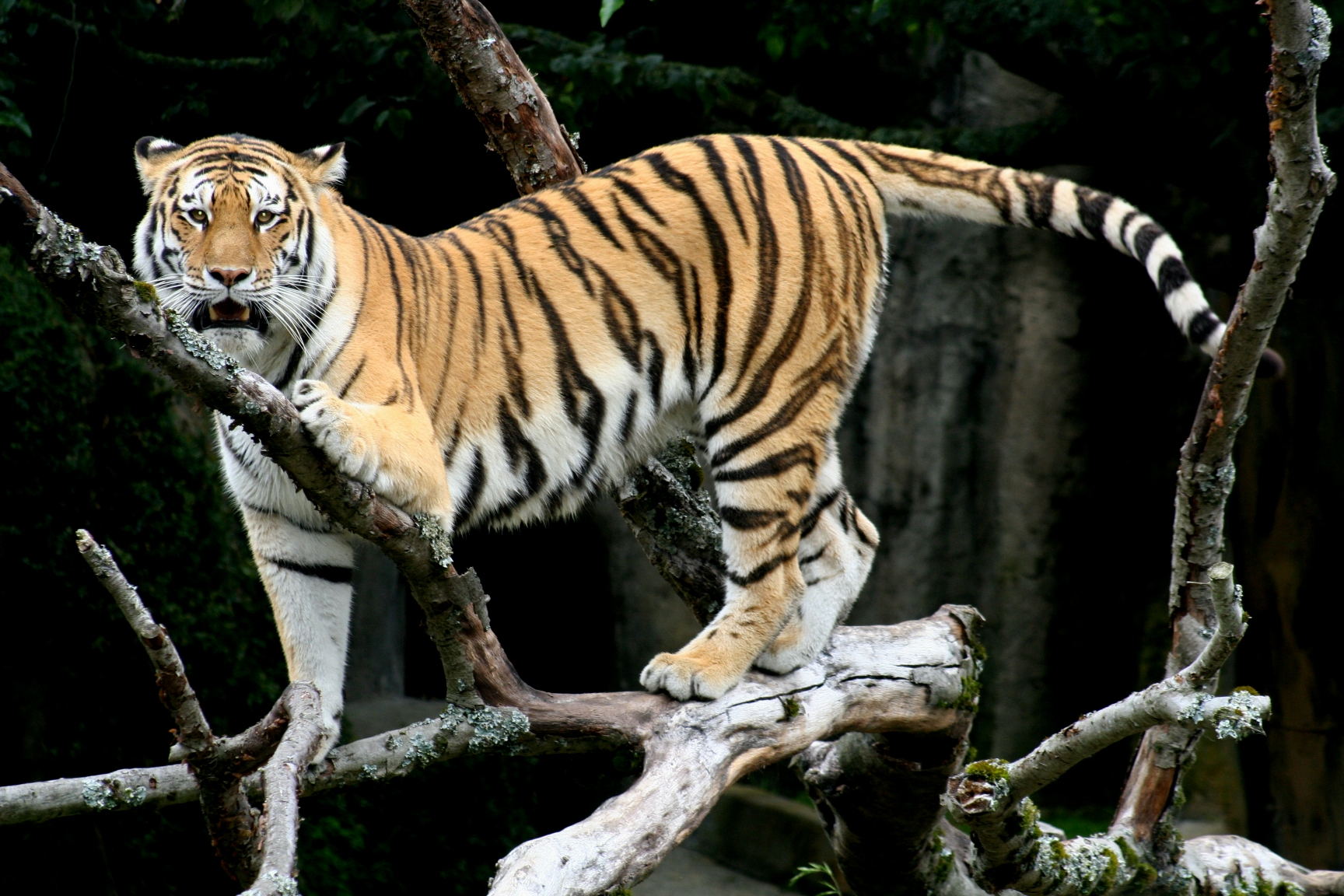
Sibirischer Tiger im San Francisco Zoo

Im San Francisco Zoo kam es zu verschiedenen Vorfällen, bei denen Menschen oder Tiere zu Schaden kamen:
- In den Jahren 2006 und 2007 kam es jeweils zu einer Tigerattacke. Ein Sibirischer Tiger griff am 22. Dezember 2006 bei der Fütterung eine Tierpflegerin vor den Augen der Zoobesucher an und verletzte sie am Arm.[19] Am 25. Dezember 2007 entkam derselbe Tiger aus seinem Gehege. Er griff mehrere Besucher an. Ein Besucher starb an seinen Verletzungen, zwei weitere überlebten verletzt. Der Tiger wurde von der Polizei erschossen.[20]
- Im Dezember 2011 verschwand ein Totenkopfaffe aus seinem Gehege, nachdem ein Loch in den Draht des Käfigs geschnitten worden war. Es bestand der Verdacht, dass der Affe gestohlen wurde. Ein paar Tage später wurde er in einem Park in der Nähe des Zoos gefunden.[21]
- Im November 2014 starb ein junges Gorillaweibchen, als es unter ein sich schließendes, hydraulisch betriebenes Tor geriet.[22]
- Im Juni 2020 wurden drei Kängurus von einem Raubtier getötet. Es wird vermutet, dass es ein wilder Puma war.[23]